# Meredith Andrews
Meredith Frances Sooter (19 de enero de 1983), conocida profesionalmente como Meredith Andrews, es una artista de música cristiana contemporánea, compositora y líder de adoración. Ha ganado dos premios Dove.

## Biografía
Andrews creció en Wilson, Carolina del Norte, donde comenzó a cantar cuando tenía seis años. Asistió a Wilson Christian Academy, donde se graduó. Andrews luego asistió a la universidad en Liberty University en Virginia. Aunque nació como hija única, sus padres sirvieron como padres adoptivos de muchos niños mientras ella crecía, tres de los cuales más tarde fueron adoptados por sus padres.
En 2011, Andrews ganó dos premios Dove, "Canción de adoración del año" por "Cuán grande es el amor" de As Long As It Takes y "Álbum de alabanza y adoración del año" por As Long As It Takes. El 31 de julio de 2012, Andrews lanzó un nuevo sencillo «Not For a Moment (After All)» en iTunes.
Antes de lanzar su carrera musical como solista, Andrews fue líder de adoración con Vertical Worship en Harvest Bible Chapel en Chicago. Desde 2016, ella y su familia residen en Nashville mientras preparaba el álbum Deeper. Andrews se casó con Jacob Sooter y juntos tienen tres hijos.
En 2021, lanza Ábrenos los Cielos, su primer disco totalmente en español, que contó con la participación de Lucía Parker, Seth Condrey, Blanca y otros.

## Discografía
- Mesmerized (2005)
- The Invitation (2008)
- As Long as It Takes (2010)
- Worth It All (2013)
- Deeper (2016)
- Receive Our King [10] (2017)
- Ábrenos Los Cielos (2021)

## Tours
Andrews estuvo de gira con Pocket Full of Rocks y Todd Agnew.